# Howard Georgi
Howard Mason Georgi III (San Bernardino, 6 de enero de 1947) es un físico teórico estadounidense y profesor Mallinckrodt de Física y profesor de Harvard College en la Universidad de Harvard.  También es director de estudios de pregrado en física. Fue codirector y luego decano de la facultad de Leverett House con su esposa, Ann Blake Georgi, de 1998 a 2018. Sus primeros trabajos fueron en la Gran Unificación y la unificación del acoplamiento de calibre dentro de los grupos SU(5) y SO(10) (ver modelo de Georgi-Glashow).

## Educación
Georgi se graduó de la Escuela Pingry en 1964,  se graduó de la Universidad de Harvard en 1967 y obtuvo su doctorado. de la Universidad de Yale en 1971.  Fue miembro junior de la Sociedad de Becarios de Harvard de 1973 a 1976 y miembro senior de 1982 a 1998. 

## Carrera
A principios de 1974, Georgi (con Sheldon Glashow ) publicó la primera gran teoría unificada (GUT), el modelo Minimal SU(5) de Georgi-Glashow.  Georgi publicó de forma independiente (junto con Harald Fritzsch y Peter Minkowski) un modelo mínimo SO(10) GUT en 1974. 
Georgi propuso un modelo SU(5) GUT con supersimetría ligeramente rota con Savas Dimopoulos en 1981. Este artículo es uno de los trabajos fundamentales para el modelo estándar supersimétrico (MSSM). Después de las mediciones de los tres acoplamientos de calibre del Modelo Estándar en LEP I en 1991, se demostró que el contenido de partículas del MSSM, a diferencia del Modelo Estándar solo, condujo a la unificación de los acoplamientos de calibre de precisión.
Desde entonces, ha trabajado en varias áreas diferentes de la física, incluidos los modelos compuestos de Higgs, la teoría efectiva de los quarks pesados, la deconstrucción dimensional, el pequeño Higgs,  y las teorías de las no partículas.
La física sin partículas es una teoría de que existe materia que no se puede explicar en términos de partículas, porque sus componentes son invariantes de escala. Howard Georgi propuso esta teoría en la primavera de 2007 en los artículos "Unparticle Physics" y "Another Odd Thing About Unparticle Physics".  
Junto con Vadim Kuzmin, Georgi recibió el Premio Pomeranchuk del Instituto Alikhanov de Física Teórica y Experimental (ITEP) en 2006. 
Georgi ha publicado varios libros, uno de los cuales es Lie Algebras in Particle Physics publicado por World Scientific. También ha publicado Física de ondas e interacciones débiles y Teoría moderna de partículas.

## Honores
En 1995 fue elegido miembro de la Academia Nacional de Ciencias y recibió el Premio Sakurai; en 2000 compartió la Medalla Dirac con Jogesh Pati y Helen Quinn. 